# فهرست اصلاح‌طلبان ایرانی
فهرستی از همهٔ اصلاح‌طلبان ایرانی در سیاست نظام جمهوری اسلامی ایران.

## فهرست

### آ
- آرمین، محسن

### الف
- افخمی، بهروز
- انصاری، جمشید
- اطاعت، جواد
- انصاری‌راد، حسین
- اشراقی، زهرا
- افشانی، محمدعلی
- امانی، شهربانو
- ارغنده‌پور، کریم
- انصاری، مجید
- اکبرین، محمدجواد
- ابطحی، محمدعلی
- الویری، مرتضی
- ابتکار، معصومه
- امرآبادی،مهسا
- رضا انصاری

### ب
- بورقانی، احمد
- بی‌مقدار، شهاب‌الدین
- بیران‌وندی، محمد
- باستانی، مسعود
- باقی، عمادالدین
- بهشتی شیرازی، علی‌رضا
- بهشتی شیرازی، محمد

### پ
- پورنجاتی، احمد
- پژوه، فریبا
- پزشکیان، مسعود
- پیرمؤذن، نورالدین

### ت
- توفیقی، جعفر
- تاجگردون، غلامرضا
- تاجیک، محمدرضا
- تاج‌الدین، ناهید
- تاج‌زاده، مصطفی
- ترابی، نصرالله
- ترک نژاد، احمد
- تاجگردون، علی
- جهانگیری، اسحاق
- جبارزاد، اسماعیل
- جلالی‌زاده، جلال
- جعفری، غلامرضا
- جلودارزاده، سهیلا
- جاسبی، عبدالله
- جهانبگلو، رامین

### ح
- حکیمی‌پور، احمد
- حجاریان، سعید
- حسینی، صفدر
- حسینی، فاطمه
- حسینی کوهستانی، سید رسول
- حقیقت‌جو، فاطمه
- حق‌شناس، محمدجواد
- حجتی، محمود
- حسين زاده، شهباز

### خ
- ساعی، زهرا
- خاتمی، محمّد
- خاتمی، محمدرضا
- خامنه‌ای، هادی
- خرازی، صادق
- خلجی، محمدتقی
- خباز، محمدرضا
- خالقی، مینو
- خمینی، سید حسن
- خادمی، موسی

### د
- دانیال دباغ
- دعایی، محمود
- دژپسند، فرهاد

#### ذ
- ذوالقدر،سید مصطفی

### ر
- رضاپور جله کران اکبر
- رضایی بابادی، ابراهیم
- رازانی، اسدالله
- روحانی، حسن
- رهنورد، زهرا
- رضوی فقیه، سعید
- رمضان‌زاده، عبدالله
- رحمانی خلیلی، علی اصغر
- نریمان، محسن
- رضایی تربقان، غلامرضا
- محمد حسین رضایی نوین
- رحمانی خلیلی، عبدالوحید
- رضاپور جله کران اکبر
- سید ضیاءالدین رضاتوفیقی

### ز
- زیدآبادی، احمد
- زحمتکش، حسن
- زیباکلام، صادق
- زاهدی، عبدالمحمد
- زمانی قمی، محمود
- زمانی امیرآباد، خسرو

### س
- سلطانی فر، مسعود
- سلیمانی، داوود
- سینکی، مجدالملک
- سروش، عبدالکریم
- سیاوشی، طیبه
- [[پروانه سلحشوری|سلحشوری،پروانه]]
- جوادی سعید

### ش
- شکوری‌راد، علی
- شمخانی، علی
- شهیدی، هنگامه
- شهلا، امیر

### ص
- صلواتی، فضل الله
- صادقی، محمود
- صفری، لطیف
- صفایی فراهانی، محسن
- صادقلو، حسن

### ط
- طالقانی، اعظم
- طیب‌نیا، علی
- طاهرنژاد، یدالله

### ع
- عبدی، عباس
- عرب‌سرخی، فیض‌الله
- عطریان‌فر، محمد
- عارف، محمدرضا
- علی‌زاده طباطبای، محمود
- یعقوبی، علی
- مهرابی، عسگر
- علیخانی، قدرت

### ف
- فخاری، الهام
- فتاحی، عابد
- فتاحی، پیمان
- فرمند، فردین
- فریدون الهیاری

### ق
- قمی، محمد
- قنبری، داریوش

### ک
- کاظمی، محمد
- کاوسی، مرجان
- کولایی، الهه
- کدیور، جمیله
- کرباسچی، غلامحسین
- کروبی، فاطمه
- کشاورزیان، داود
- کدیور، محسن
- کواکبیان، مصطفی
- کروبی، مهدی
- میرزا ابوطالبی، عباس
- منصوری، محمدرضا
- مازنی، احمد

### گ
- گرمابی، حمید

### ل
- لقمانیان، حسین

### م
- مافی، پروانه
- مطهری، علی
- میلی‌منفرد، جعفر
- منتجب‌نیا، رسول
- موسوی بجنوردی، محمد
- مولاوردی، شهین‌دخت
- مختاباد، عبدالحسین
- موسوی لاری، عبدالواحد
- موسوی خوئینی‌ها، علی اکبر
- محجوب، علیرضا
- مظفری، غلامحسین
- میردامادی، محسن
- مقیمی، محمدحسین
- معین، مصطفی
- موسوی، میرحسین
- موسوی، میرطاهر
- موسوی، علی‌اصغر
- زنجان
- محمدغریبانی علی
- غفار مسلمی
- ملک آسا، کریم

### ن
- نبوی، بهزاد
- نامدار زنگنه، بیژن
- نوری، عبدالله
- نظری، علیرضا
- نیلی احمدآبادی، محمود
- نصیری قیداری، سعدالله
- نجفی، محمدعلی
- نوری، علیرضا
- نجاتی، مهدی

### ه
- هاشمی رفسنجانی، فائزه
- هاشمی، حسین
- هاشم‌زائی، عبدالرضا

### ی
1. ↑  «ظریف در صدر پیشنهادهای اصلاح‌طلبان برای داوطلبی ریاست‌جمهوری». www.irna.ir. دریافت‌شده در ۲۰۲۳-۰۶-۱۷.